# Moriomorpha
Moriomorpha is een geslacht van kevers uit de familie van de loopkevers (Carabidae). De wetenschappelijke naam van het geslacht is voor het eerst geldig gepubliceerd in 1867 door Castelnau.

## Soorten
Het geslacht Moriomorpha omvat de volgende soorten:
- Moriomorpha adelaidae Castelnau, 1867
- Moriomorpha victoriae Castelnau, 1867